# South Salt Lake
South Salt Lake ist eine Stadt im Salt Lake County des US-Bundesstaates Utah. Die Stadt ist Teil des Großraums Salt Lake City. Das U.S. Census Bureau hat bei der Volkszählung 2020 eine Einwohnerzahl von 26.777 ermittelt. 

## Geschichte
Jesse Fox Jr. entwickelte das Gebiet in South Salt Lake, das als Central Park bezeichnet wird, um 1890. Fox wählte den Namen, nachdem er New York besucht und dort den Central Park gesehen hatte. Er war beeindruckt von dem Park und seiner Gestaltung in einer städtischen Umgebung. Obwohl South Salt Lake zu dieser Zeit ländlich geprägt war, entschied er sich, das Gebiet Central Park zu nennen. 1936 scheiterte ein Eingemeindungsversuch der Stadt Salt Lake City aufgrund von Bedenken bezüglich der Finanzierung und Implementierung eines Abwassersystems. Am 14. August 1936 wurde vom Board of County Commissioners ein Beschluss zur Gründung der Town of Central Park gefasst, der jedoch nicht lange Bestand hatte, da die Wähler 1937 beschlossen, die Town wieder aufzulösen.  Am 29. September 1938, immer noch auf der Suche nach einem Abwassersystem, stimmte South Salt Lake für die Gründung der Town South Salt Lake. 1950 wurde South Salt Lake zu einer City. In den 1990er Jahren wurde die Fläche der Stadt durch die Eingemeindung von Gebieten des Salt Lake County deutlich erweitert.

## Demografie
Nach einer Schätzung von 2019 leben in South Salt Lake 25.582 Menschen. Die Bevölkerung teilt sich auf in 53,6 % nicht-hispanische Weiße, 7,3 % Afroamerikaner, 1,4 % indianischer Abstammung, 2,1 % Asiaten, 0,3 % Ozeanier, 0,1 % Sonstige und 2,2 % mit zwei oder mehr Ethnizitäten. Hispanics machten 19,5 % der Bevölkerung aus. Das mittlere Haushaltseinkommen lag 2017 bei 44.031 US-Dollar und die Armutsquote bei 24,5 %.
| Jahr | Einwohner¹ |
| ---- | ---------- |
| 1950 | 7.704      |
| 1960 | 9.520      |
| 1970 | 7.810      |
| 1980 | 10.413     |
| 1990 | 10.129     |
| 2000 | 22.038     |
| 2010 | 23.617     |
| 2020 | 26.777     |

¹ 1950 – 2020: Volkszählungsergebnisse